# Leopold Ernst von Firmian

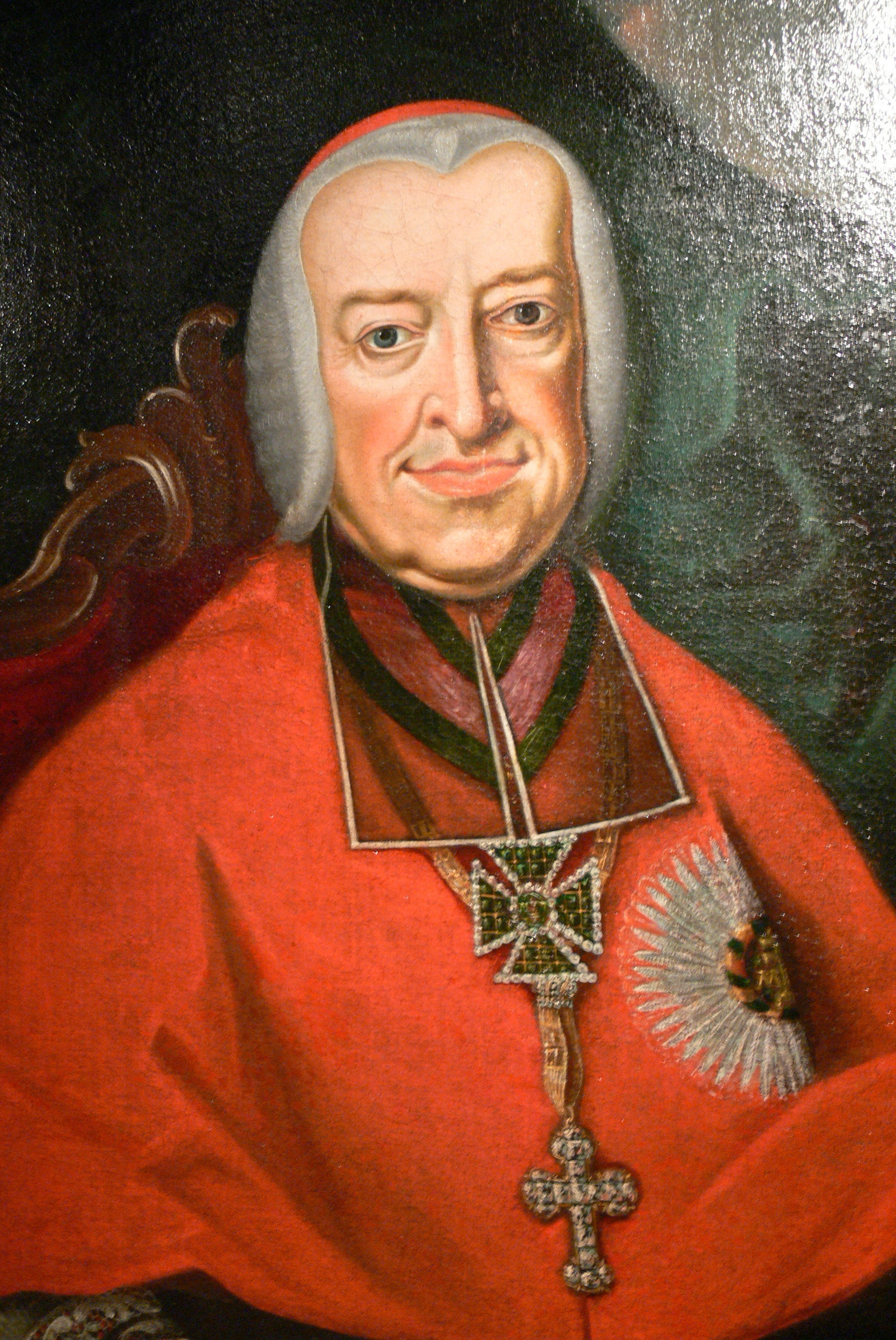
Leopold Ernst von Firmian als Kardinal (Gemälde von 1772)

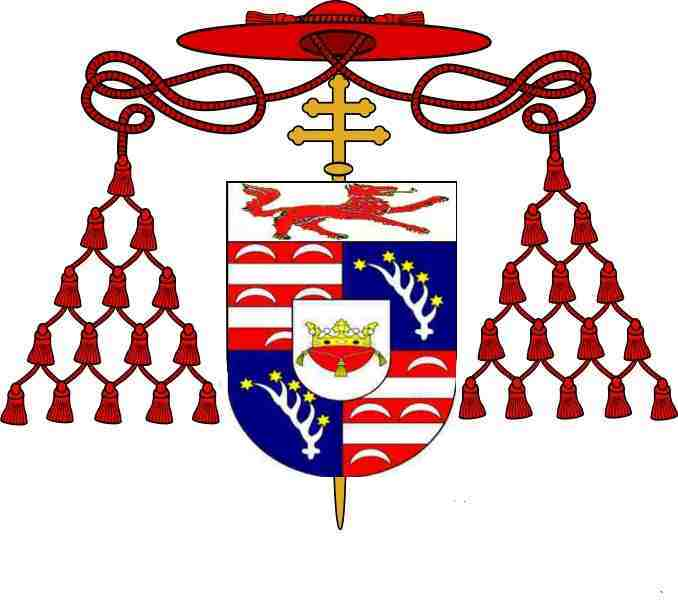
Firmians Kardinalswappen (ab 1772)

Leopold Ernst Graf von Firmian (* 22. September 1708 in Trient; † 13. März 1783 in Passau) war Fürstbischof von Passau und Kardinal. Er gilt einerseits als der letzte „Barockfürst“ auf dem Passauer Bischofsthron, andererseits sind ihm auch richtungsweisende Entscheidungen als geistlicher wie weltlicher Herrscher zu verdanken.

## Leben
Firmian, aus dem Tiroler Adelsgeschlecht der Firmian stammend, wurde bereits mit 31 Jahren Bischof von Seckau und war darüber hinaus zehn Jahre Administrator des Suffraganbistums Trient, 1763 schließlich ergriff er Besitz (wie es kirchenrechtlich heißt) vom Bistum Passau, das damals zwar schon nicht mehr wie einst bis Ungarn reichte, aber immerhin noch nahezu ganz Oberösterreich sowie einen Teil Niederösterreichs umfasste.
Als Berater der Kaiserin Maria Theresia gab er den Anstoß zur Schulreform von 1769/74 (Einführung der allgemeinen Schulpflicht). Auch richtete er in Passau ein Priesterseminar zur Ausbildung der Weltpriester ein.
1772 wurde er von Papst Clemens XIV. zum Kardinal kreiert und zum Kardinalpriester der Titelkirche San Pietro in Montorio ernannt.
Selbst der kirchenkritische Kaiser Joseph II. zollte ihm hohe Wertschätzung. Mit der Abtrennung der österreichischen Gebiete vom Bistum Passau (durch Gründung der Bistümer Linz und Sankt Pölten) wartete er bis zu Firmians Tod.

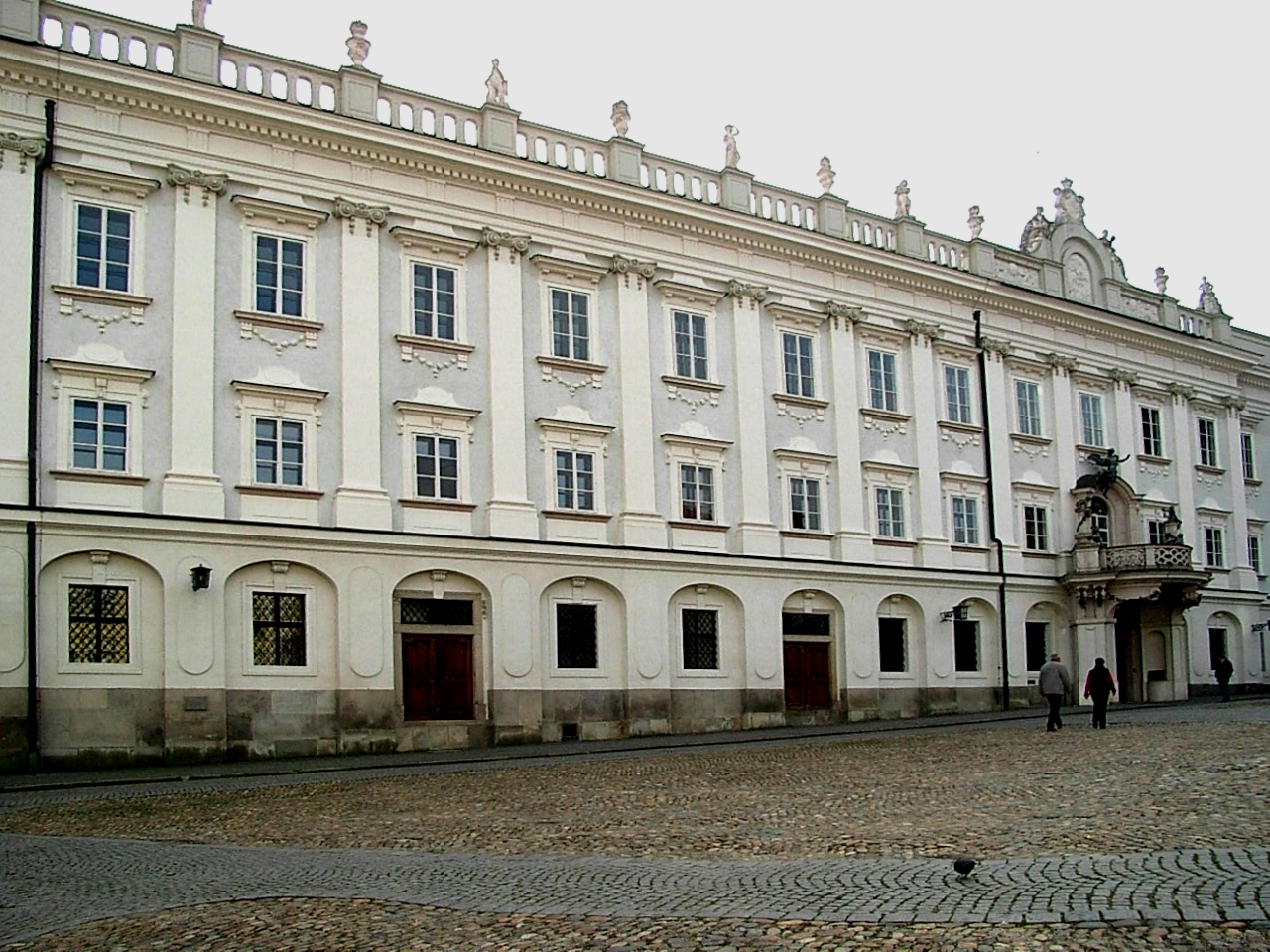
Neue Residenz Passau zu Passau

In seinem weltlichen Machtbereich fällt unter seine Ägide die Fertigstellung der Neuen Residenz zu Passau mit seiner Fassade von Melchior Hefele, außerdem die Urbarmachung von Teilen des Bayerischen Walds (dort erinnern unter anderem jetzt noch die Ortschaften Vorder-, Mitter- und Hinterfirmiansreut(h) nahe der tschechischen Grenze an sein Wirken).
1765 kaufte er die Sieben künischen Dörfer, ein Gebiet rund um Wollaberg, von Österreich für 137.787 Gulden zurück, welches 1506 auf kriegerische Weise an die Habsburger gefallen war.

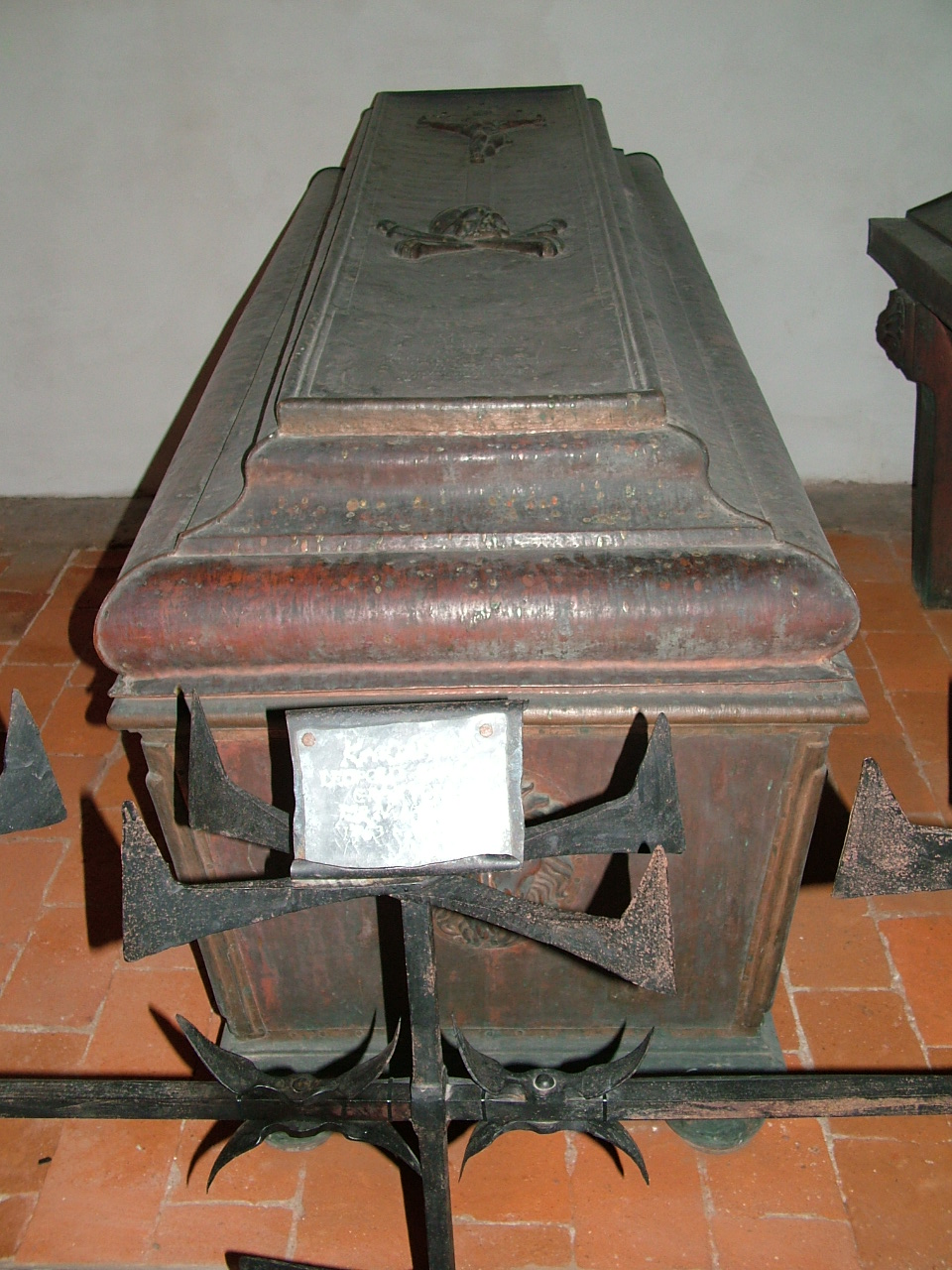
Grabstätte von Kardinal Firmian in Passau

Anders als sein Verwandter Leopold Anton Graf von Firmian in Salzburg bemühte er sich um religiöse Toleranz; so gestattete er z. B. bereits 1777 die Beisetzung von Protestanten auf dem katholischen Friedhof. Auch bemühte er sich um die Verdrängung „abergläubischer Formen des religiösen Lebens“.
Fürstbischof Leopold war Firmpate und Förderer von Karl Joseph von Riccabona, der von 1826 bis 1839 Bischof von Passau war.
Firmian starb am 13. März 1783 und wurde in der Passauer Bischofsgruft beigesetzt. Wie bereits erwähnt, wurden nach Firmians Tod alle österreichischen Gebiete von der Diözese abgetrennt; 20 Jahre später schließlich endete die weltliche Herrschaft der Passauer Bischöfe.